# Coupe d'Afrique des vainqueurs de coupe de basket-ball
La Coupe d’Afrique des vainqueurs de coupe de basket-ball (ou Ashry Cup du nom de l'Égyptien Abdel Azim Ashry) est une compétition sportive organisée par la FIBA Afrique réunissant les équipes africaines de basket-ball ayant remporté leur coupe nationale. Elle ne connaît que trois éditions, en 1996, 1998 et 2001. En 2003, la FIBA Afrique décide de suspendre la compétition.

## Palmarès
| Année | Lieu     | Vainqueur  | Finaliste    | Troisième    | Quatrième        |
| ----- | -------- | ---------- | ------------ | ------------ | ---------------- |
| 1996  | Rabat    | Mas de Fès | Zamalek      |              |                  |
| 1998  | Le Caire | Al Ahly    | Petro Luanda | Ebun Comets  |                  |
| 2001  | Dakar    | Al Ahly    | Ebun Comets  | Petro Luanda | ASC Jeanne d'Arc |